# Sicinno
Sicinno o Sicino (in greco antico: Σίκι(ν)νος?, Síki(n)nos; ... – dopo il 480 a.C.) è stato uno schiavo di Temistocle, persiano secondo Plutarco, e pedagogo dei suoi figli.
Nel 480 a.C. Sicinno fu impiegato dal suo padrone per convincere Serse a portare la propria flotta nello stretto che separa Atene da Salamina. Dopo la vittoria dei Greci, Temistocle inviò nuovamente Sicinno, con altri compagni, nel tentativo di intercettare la fuga di Serse e del suo esercito. Finita la guerra, Temistocle fece insignire Sicinno della cittadinanza di Tespie e lo arricchì donandogli del denaro.
Talvolta si è identificato, probabilmente erroneamente, questo Sicinno con un Sicinno (persiano secondo alcuni, cretese secondo altri) menzionato da Ateneo come uno degli inventori di una danza chiamata Σίκιννις.